# Дромоклид
Дромоклид (др.-греч. Δρομοκλείδης) — политик Древних Афин IV—III веков до н. э. О жизни Дромоклида известно немногое. В античных источниках он упомянут как инициатор двух афинских декретов, связанных с Деметрием Полиоркетом. В историографии существуют две противоположные оценки деятельности Дромоклида. Согласно первой, Дромоклид был бессовестным политиком и льстецом Деметрия Полиоркета. Другая оценка предполагает, что действия Дромоклида представляли тонкую дипломатическую игру.

## Биография
Дромоклид родился в аттическом деме Сфетт. О его жизни известно немногое. Античные источники упоминают Дромоклида как инициатора двух афинских декретов, один из которых датируют 295 годом до н. э., другой — 307 или 291/290 годами до н. э.
В 301 году до н. э. Деметрий Полиоркет утратил власть в Афинах, а в 295 году до н. э. захватил их вновь. На этот раз Дромоклид предложил передать новому правителю стратегически важные для Афин Пирей и Мунихий.
В жизнеописании Деметрия Плутарх приводит следующий текст, который предполагает многие толкования: «Однако ж наиболее бессмысленной, наиболее глупой среди всех почестей была вот какая: в связи с намерением афинян посвятить Дельфийскому богу щиты Дромоклид из дема Сфетт предложил просить об оракуле… Деметрия! Привожу это предложение дословно. „В добрый час! Народ да соблаговолит определить: избрать одного из афинян и отправить к Спасителю, дабы, принесши надлежащие жертвы, он вопросил Спасителя, как лучше, скорее и благочестивее всего может народ посвятить свой дар; что изречет Спаситель, то да исполнит народ“. Подобного рода издевательская лесть пагубно действовала на рассудок Деметрия, и без того не слишком крепкий и здравый.»

## Оценки
В изложении Плутарха, Дромоклид представлял собой яркий пример недобросовестного афинского оратора и политика, чья деятельность была направлена на получение собственной выгоды. Согласно данному античному историку, Дромоклид вместе с другим таким же политиком Стратоклом называл ораторскую трибуну «золотой жатвой».
Часть современных историков повторяют оценки античного автора, относя Дромоклида к группе проантигонидских политиков в Афинах; лицемере, который в славословии и желании угодить Деметрию Полиоркету смог превзойти других ораторов; нечистом на руку политике, который ставил желания покровителя выше интересов собственного полиса. Данное мнение не является превалирующим в современной историографии. Б. Г. Гафуров и Д. И. Цибукидис отмечали, что на момент предложения «подарить» Мунихий и Пирей завоевателю они и так находились в руках Деметрия Полиоркета. В этом контексте действия Дромоклида могли представлять собой тонкую политическую игру и даже быть предварительно согласованными с Деметрием и/или афинскими магистратами. После принятия декретов контроль Деметрия над стратегически важными для Афин крепостями стал представлять собой не их захват, а волю афинян. Условия мира для Афин были весьма мягкими. Согласно Плутарху, Деметрий «воздержался и от резкого тона, и от суровых слов, но, после недолгих и дружеских укоров, объявил им прощение, подарил сто тысяч медимнов хлеба и назначил должностных лиц, более всего угодных народу». Таким образом, декрет Дромоклида хоть внешне и мог выглядеть угодническим, был необходим для Афин в сложившихся условиях.
Фрагмент с обращением к Деметрию за оракулом как к дельфийскому божеству приведён Плутархом при описании событий 307 года до н. э., когда город был занят его войсками в первый раз. При анализе данного фрагмента Х. Хабихт отмечал, что его следует отнести к периоду 291—290 годов до н. э. По мнению историка, в данном случае Дромоклид также вёл тонкую дипломатическую игру, мастерски играя на любви Деметрия к лести. Предыстория проблемы заключалась в следующем. После победы над войском Ксеркса в 479 году до н. э. афиняне посвятили в храм Аполлона в Дельфы трофейные щиты, на которые нанесли надпись «Афиняне от персов и фиванцев, когда те сражались против эллинов». Фиванцы, которые во время греко-персидских войн сражались на стороне персов, считали эти надписи оскорбительными. В начале III века до н. э. Дельфы были захвачены Этолийским союзом. Этолийцы заключили союз с фиванцами и по их просьбе сняли щиты. Так как доступ в Дельфы для афинян был на тот момент закрыт, то Дромоклид предложил обратиться за оракулом к обожествлённому Деметрию. Одновременно, он подталкивал царя к войне с фиванцами и этолийцами для решения ряда афинских проблем.
Вне зависимости от того, был ли Дромоклид бессовестным льстецом или тонким дипломатом, он принадлежал к группе афинских лидеров периода пребывания города под властью Деметрия Полиоркета в 295—288 годах до н. э.

### Исследования
- Гафуров Б. Г., Цибукидис Д. И. Александр Македонский и Восток. — М.: Наука, 1980.
- Дройзен И. Г. История эллинизма. — Ростов н/Д.: Феникс, 1995. — Т. 2. — 544 с. — ISBN 5-85880-079-3.
- Хабихт Х. Афины. История города в эллинистическую эпоху / Подготовка к изданию и перевод Ю. Г. Виноградова. — М.: Ладомир, 1999. — ISBN 5-86218-339-6.
- Heckel W. Who's Who in the Age of Alexander and his Successors. From Chaironea to Ipsos (338—301 BC) (англ.). — Barnsley: Greenhill Books, 2021. — 554 p. — ISBN 978-1-78438-648-1.
- Kirchner J[нем.]. Dromokleides 2 // Paulys Realencyclopädie der classischen Altertumswissenschaft :  [нем.] / Georg Wissowa. — Stuttgart : J. B. Metzler’sche Verlagsbuchhandlung, 1905. — Bd. V,2. — Kol. 1715—1716.
- Paschidis P. Between City and King. Prosopographical Studies on the Intermediaries between the Cities of the Greek Mainland and the Aegean and the Royal Courts in the Hellenistic Period (322—190 BC) (англ.) / Research Centre for Greek and Roman Antiquity; National Hellenic Research Foundation. — ΜΕΛΕΤΗΜΑΤΑ. — Athens, 2008. — Vol. 59. — ISBN 978-960-7905-44-4.
- Romm J. Demetrius Sacker of Cities (англ.). — New Haven & London: Yale University Press, 2022. — ISBN 978-0-300-25907-0.